# Makay Andrea
Makay Andrea (Miskolc, 1967. március 2. –) magyar színésznő, szinkronszínész.

## Élete
Édesapja Makay Sándor színművész, édesanyja Lengyel Annamária balettművész.
Szülei révén már születésekor vezető hír volt a színházi lapok hasábjain. Részlet a Színházi Esték 1967-es áprilisi számából: 
"...Március elején színházunk két kitűnő művészénél is gólya kelepelt a háztetőn. Makay Sándorék bölcsőjébe, melyről éppen legutóbbi számunkban írtunk, egy gyönyörű kislányt hozott. Van mit ringatnia szabad óráiban a Gül Baba Gábor diákjának, és a boldog mamának, Lengyel Annamáriának. A kérdés egyelőre csak az, hogy színésznő, vagy táncosnő lesz a kis Andreából..."
Tanulmányait Budapesten a Práter utcai általános iskolában kezdte, majd a Vörösmarty Gimnáziumban és a Nemzeti Színiakadémián folytatta.
Évekig a Rock Színház (1989–1995) és a Budapesti Operettszínház (1996–2005) színésznője volt. Színpadi szerepei mellett számos sorozatban szerepelt, jelenleg többnyire szinkronhangját hallhatja a közönség.
Gyermekei: Sára (1992) és Barnabás (2005).
Az 1000SZÍN-HÁZ színitanoda alapítója és oktatója.

## Televíziós sorozatai
- Kisváros (Katika) (1994)
- Veled is megtörténhet! – Epizód: Kisiklott anya (Gyöngyi nagynéni) (2012)
- Jóban Rosszban (Gizi bá) (2014)
- Tündérkert (2023, Asszony)

## Színházi szerepei
- Annie (Connie Boylan) (1998)
- A kutya, akit Bozzi úrnak hívtak (Flavia) (2001)
- Kell egy színház
- Légy jó mindhalálig (Török néni)
- Mágnás Miska (Jella grófnő) (2002)
- Jézus Krisztus Szupersztár - Rock színház (1991)
- Rémségek kicsiny boltja - Ódry Színpad (Ronette) (1993)
- Rémségek kicsiny boltja - Rock Színház (Ronette) (1994)
- Királyasszony lovagja - Művész Színház (meghívott művész) (1994)
- Szókimondó asszonyság - Jászai Mari Színház, Tatabánya (2000)
- Játszd újra Sam! - Vígszínház (1994)
- Leon és a hölgyvendégek - Vígszínház (1989)
- Cyrano - Vígszínház
- Nyomorultak - Vígszínház (1987)

## Szinkronszerepei

### Sorozatbeli szinkronszerepek
- A nagykövet lánya: Atike Yılmaz - Nilüfer Kılıçarslan
- A nemesi ház: Claudia Chen - Nancy Kwan
- Ágytól, asztaltól: Edda Kreutzer - Despina Pajanou
- Buffy, a vámpírok réme: Jenny Calendar - Robia LaMorte (2. hang)
- Candy: Marissa - Sabine Moussier
- Charlie angyalai: Kris Munroe - Cheryl Ladd (Viasat 3)
- Charlie angyalai: Tiffany Welles - Shelley Hack (AXN)
- Csillagjegyek: Elisabeth Saint-André - Valeria Cavalli
- Drága doktor úr: Margherita - Nadia Rinaldi
- Ellen: Anita - Maggie Wheeler
- Első szerelem: Milagros García - Socorro Bonilla
- Ez a ház totál gáz: Paloma Hurtado - Loles León
- Életem értelmei: Janet 'Jay' Kyle - Tisha Campbell-Martin
- Fekete gyöngy: Ibotí - Raquel Casal
- Gőg: Franca Baldini - Caterina Murino
- Joey: Gina Tribbiani - Drea de Matteo
- Két pasi-meg egy kicsi: Chelsea - Jennifer Taylor
- Lety, a csúnya lány: Leticia 'Lety' Padilla Solís - Angélica Vale
- Nehéz ügy: Cassie - Anna Lise Phillips
- Nikki: Mary - Susan Egan
- María: Carlota - Rebeca Manríquez
- Merhaba Hayat: Denız - Vahide Perçin
- Marimar: Inocencia del Castillo - Indra Zuno
- Nyomtalanul: Vivian Johnson - Marianne Jean-Baptiste
- Paula és Paulina: Lalita - Paty Díaz
- Poltergeist - A kopogó szellem: Alexandra Moreau - Robbi Chong
- Reba: Reba Hart - Reba McEntire
- Sírhant művek: Vanessa Diaz - Justina Machado
- Sonadoras - Szerelmes álmodozók: Julieta - Angélica Vale
- Szeretők és riválisok: Wendy Nayeli Pérez - Angélica Vale
- Telefonos kisasszonyok: Val Latimer - Samantha Seager
- Vad angyal: Marina Rizzo de Rapallo - Paula Siero
- Indul a risza: Georgia Jones - Anita Barone
- Madagaszkár pingvinjei: Alice (állatkerti gondozó) - Mary Scheer
- Ezel: Berrak Tüzünataç - Bade Uysal
- A zűr közepén: Bethany Peters - Lauren Pritchard
- Star Wars: Lázadók: Arihnda Pryce Kormányzó - Mary E. McGlynn
- Gorcsok és Gumblik: Snorg
- Szulejmán: Carmina Hatun - Hande Kaptan
- A Macska: Leticia „La Jarocha” – Leticia Perdigón

### Filmbéli szinkronszerepek
- Dirty Dancing - Piszkos tánc: Penny Johnson - Cynthia Rhodes
- Hajrá csajok!: Isis - Gabrielle Union
- Honey: Mrs. Daniels - Lonette McKee
- Muriel esküvője: Joanie Heslop - Gabby Millgate
- Tegnap és ma: Wiladene - Janeane Garofalo
- Dracula lánya: Marya Zaleska grófnő -  Gloria Holden
- A püspök felesége: Matilda -  Elsa Lanchester
- A harmadik ember: Anna Schmidt - Alida Valli
- Don Camillo: Signora Bottazzi - Leda Gloria
- Macska a forró bádogtetőn: Maggie Pollitt - Elizabeth Taylor
- Álom luxuskivitelben: Mellékszereplő
- Egy amerikai Rómában: Mellékszereplő
- Vigyázat, Vadnyugat!: Speedy, a sánta kurva
- A nevető rendőr: Mellékszereplő
- Airport '75: Mellékszereplő
- Bosszú az Eiger csúcsán: Jemima Brown - Vonetta McGee
- Az áruló: Mellékszereplő
- Drakula: Annie - Janine Duvitski
- Hair: Hud menyasszonya - Cheryl Barnes
- Manhattan: Connie - Karen Ludwig
- Bosszúvágy 2.: Rosario - Silvana Gallardo
- Esze semmi, fogd meg jól!: Francine - Gloria Gifford
- Nyári fantázia: Denise Biaggi - Danielle von Zerneck
- Vér/csapda: Heidi - Joy Jones
- Egy kis gubanc: Arlene Hoffman - Valerie Curtin
- Egyenesen a pokolba:  Velma - Courtney Love
- Holdfény Parador felett: Madonna Mendez - Sonia Braga
- A macska (1988): Gudrun - Iris Disse
- Rövidzárlat 2.: Mellékszerep
- Taplófejek: Mellékszerep
- A pusztító szél lovasai: Mellékszerep
- Renegátok: Nema - Kyra Harper
- Vége a régi időknek: Mellékszerep
- Baseball életre-halálra: Stoney - Julie Hall
- Börtönsziget:  Eva - Irene Cara
- Elit kommandó: Mellékszerep
- Havanna:  Patty - Lise Cutter
- Mániákus Zsaru 2.: Teresa Mallory - Laurene Landon
- A rét: Katie, a csavargólány - Jenny Conroy
- Barton Fink - Hollywoodi lidércnyomás: Poppy Carnahan - Meagan Faye
- A bűnös város: Mellékszereplő
- JFK - A nyitott dosszié: Mellékszereplő
- Becsület és dicsőség: Mellékszereplő
- Gonoszkák: Jan - Barbara Dare
- A hülyénél is hülyébb:  Miss Tress - Traci Lords
- Az iker bajjal jár: Danitra - A.J. Johnson
- Nem könnyű meghalni:  Carla - Mimi Savage
- Nemesis: Mellékszereplő
- Őrültnek nyilvánítva: Marika - Bridgit Ryan
- Josh és S.A.M.: Mellékszereplő
- Láthatatlan préda: Ray Whitesinger - Angela Alvarado
- Stephen King: A rémkoppantók: Marie Brown - Annie Corley
- A zongoralecke: Mellékszereplő
- Anyja fia: Mellékszereplő
- Becsületes zsaru: Mellékszereplő
- Micsoda hercegnő!: Mellékszereplő
- Muriel esküvője: Joanie Heslop - Gabby Millgate
- Ace Ventura 2.: Wacsati hercegnő - Sophie Okonedo
- Amit a csajokról tudni kell: Cindy négy - Shannon Sturges
- Apollo 13: Mary Haise - Tracy Reiner
- Cyberjack: Meghan - Topaz Hasfal-Schou
- Dühöngő angyalok: Mellékszereplő
- Kockázati tényező: Mellékszereplő
- Külvárosi dzsungel: Spider - Lexa Doig
- Túl a felhőkön:  Carmen - Inés Sastre
- Az álomtörő: Mellékszereplő
- Eddie (Eddie): Mellékszereplő
- Utánunk a tűzözön: Trin - Melina Kanakaredes
- Vérdíj : Mellékszereplő
- Agyament Harry: Cookie - Hazelle Goodman
- Bűnös szándék: Cynthia Webb - Lela Rochon
- Gyepkutyák: Clare Stockard - Kathleen Quinlan
- A Sakál: Valentyina Koszlova őrnagy - Diane Venora
- Sue: Linda - Tracee Ellis Ross
- Woop Woop - Az isten háta mögött: Sylvia - Rachel Griffiths
- Meztelen város - A golyó története: Washburn - Kim Roberts
- Meztelen város 2. - A karácsonyi gyilkos: Washburn rendőrtiszt - Kim Roberts
- Nevem, Joe (My Name Is Joe): Maggie - Lorraine McIntosh
- Az óriás - Jenifer Lewis
- Paula és Paulina: A befejező film: Lalita - Paty Díaz
- Pi: Marcy Dawson - Pamela Hart
- Sztárral szemben: Olga, médium: jóslás, tanácsadás - Aida Turturro
- Visszatérés a Paradicsomb: a M.J. Major - Jada Pinkett Smith
- Atomvonat: Mellékszereplő
- A behajtók: Lyla - Charlene Francique
- Beismerő vallomás: Judy Crossland bírónő - Anne Twomey
- Börtönpalota: Jamaicai rab - Bahni Turpin
- Doktor zsiványok: Lady Estelle - Claire Rushbrook
- Az emberrabló szigete: Beth Emerson - Joely Fisher
- Az évszázad gyermekei: Julie - Pascale Oudot
- A férjfogó: Holly Garnett - Tyra Banks
- Halálos merülés 2.: Nishka - Lada Boder
- Hibátlanok: Gypsy - Kent Fuher
- Kibernetikus hajsza: Mellékszereplő
- Ne törd össze a szívem!: Maxine - Lynda Bellingham
- Oltári vőlegény: Motoros menyasszony - Cheri Rae Russell
- Veszélylesők: Cortez - Theresa Saldana
- A világ második legjobb gitárosa: Ann - Molly Price
- Az aranyserleg: Lady Castledean - Madeleine Potter
- Árnyék nélkül: Mellékszereplő
- Betty nővér: Sue Ann - Kathleen Wilhoite
- Dögölj meg, drága Mona!: Lucinda - Kathleen Wilhoite
- Hajrá, csajok!: Isis - Gabrielle Union
- A király él: Liz - Janet McTeer
- A Millió Dolláros Hotel: Jean Swift - Charlayne Woodard
- Péntek esti gáz: Baby D` - The Lady of Rage
- A szél fiai: Malinalli - Anilú Pardo
- Szezonbérlet: Mellékszereplő
- Az utolsó őrjárat: Szivárvány - Brook Susan Parker
- Zsaru pánikban: Gloria Minetti Nesstra - Mary McCormack
- Claire életre-halálra: Patricia - Barbara Eve Harris
- Az élet nyomában: Mellékszereplő
- Gosford Park: Lavinia Meredith - Natasha Wightman
- Halálos hajsza: Ann Sutton - Kim Rhodes
- Kémjátszma: Gladys Jennip - Marianne Jean-Baptiste
- Krokodil Dundee Los Angelesben: Mellékszereplő
- Másodpercekre a haláltól: Lilly - Rozonda 'Chilli' Thomas
- Torrente 2. - A Marbella küldetés: Señora Kowalski - Ángela Castilla
- Tudatlan tündérek: Mara - Lucrezia Valia
- Charlie kettős élete: Lola Jansco - Lisa Gay Hamilton
- Fuss, Ronnie, fuss!: Tonya - Becky Thyre
- Hajó a vége: Felicia - Vivica A. Fox
- Sodródás: Tashi - Michelle Valdes
- Szitakötő: Flora - Lisa Banes; Halotti beszédet mondó nő - Marybeth Fisher
- A tökös, a török, az őr meg a nő: Pauline Reggio - Rossy de Palma
- Ütközéspont: Frances Abarbanel bíró - Myra Lucretia Taylor
- Vagány nők klubja: Necie Kelleher fiatalon - Kiersten Warren
- 44 perc: Gomez - Alex Meneses
- Beethoven 5.: Julie Dempsey - Faith Ford
- D.C. Sniper - Az orvlövész 23 napja: Mildred Muhammad - Charlayne Woodard
- Elveszett jelentés: Lydia Harris - Nancy Steiner
- Gonosz falu: Marion Kirkman - Kerry Fox
- Hogyan veszítsünk el egy pasit 10 nap alatt: Jeannie Ashcroft - Annie Parisse
- Hollywoodi őrjárat: Jackson nyomozó a belső ellenőrzéstől - Meredith Scott Lynn
- Honey: Mrs. Daniels - Lonette McKee
- Nézz balra, ott egy svéd!: Nővér - Tina Gylling Mortensen
- Az országút fantomja 2.: Mellékszereplő
- Tűréshatár: Carolyn Delong kapitány - Gloria Slade
- Az utolsó cowboy: Martine - Isabella Rossellini
- Balto 3. - A változás szárnyai: Stella (hangja) - Jean Smart
- Elszabott frigy: Lourdes - Mónica Cervera
- Flúgos járat: Jamiqua - Mo'Nique
- Gondos Bocsok - Utazás Mókavárosba: Mellékszereplő
- Nyerj egy randit Tad Hamiltonnal!: Angelica - Kathryn Hahn
- A bosszú asszonya: Mellékszereplő
- A kaliforniaiak: Olive Ransom - Illeana Douglas
- Szexre hangolva: Palmira - Loles León
- Torrente 3. - A védelmező: Fiorella - Ruth Zanon
- Csajozós film: Roz Telibekúr - Jennifer Coolidge
- Szörföljetek lúzerek!: Tillie - Diane Delano
- A United 93-as: Wanda Anita Green (United 93, személyzet) - Starla Benford
- XL szerelem: Jazmin Biltmore - Mo'Nique
- Zsákutca: Mellékszereplő
- Bűbáj: Phoebe Banks - Tonya Pinkins
- A Hold és a csillagok: Daisy Burke - Joanna Scanlan
- Hullajó lakások: Lola - Mariola Fuentes
- Ragadozó csajok 2.: Dr. Alana Geisner - Dina Meyer
- A 30-as út: Amis Martha - Dana Delany
- Ausztrália: Bandy Legs - Lillian Crombie
- Csillagkapu: Vala Mal Doran / Quetesh - Claudia Black
- A dög 2. - Darálós pillanatok: Mocis maca - Diane Ayala Goldner
- Einstein és Eddington: Mileva Einstein - Lucy Cohu
- Négyen egy gatyában 2.: Carmen anyja - Rachel Ticotin
- Párizs: A péknő - Karin Viard
- Újraszámlálás: Mellékszereplő
- Zack és Miri pornót forgat: Delaney felesége - Tisha Campbell-Martin
- Alkonyat Forksban - A Twilight Saga városa: Mellékszereplő
- Apám hat neje: Ophelia - Jenna Elfman
- Brüno: Mellékszereplő
- A dög 3. - A boldog vég: Mocis maca - Diane Ayala Goldner
- Az elektromos ködben: Rosie Gomez - Justina Machado
- Fame - Hírnév: Mellékszereplő
- Hajsza a föld alatt: Therese, Garber felesége - Aunjanue Ellis
- Halál a mélyből: Mellékszereplő
- Az imádott nő: Anne - [új] Moira Grassi
- Kairói tűz: Mellékszereplő
- Mocskos zsaru - New Orleans utcáin: Genevieve - Jennifer Coolidge
- A példakép: Anya - Ronit Elkabetz
- Precious - A boldogság ára: Cornrows - Sherri Shepherd
- Spancserek: Mellékszereplő
- Superman/Batman: Közellenségek: Amanda Waller (hangja) - CCH Pounder
- Finánc a pácban: Mellékszereplő
- Különleges bánásmód: Mellékszereplő
- Pót-terápia: Eve - Michael Hyatt
- Szexterápia: Tiffany - Kym Whitley
- Szívrablók: Mélanie - Julie Ferrier
- Arcmás: Mellékszereplő
- Balesetből szerelem: Mellékszereplő
- Bankcsapda: Madge Wiggins - Octavia Spencer
- Bokszból jeles: Mellékszereplő
- Hisztéria (Hysteria: Mellékszereplő
- Jeff, aki otthon lakik: Carol - Rae Dawn Chong
- Johnny English újratöltve: Mellékszereplő
- Krízispont: Mary Rogers - Mary McDonnell
- Rampart: Catherine - Anne Heche
- A szégyentelen (Shame): Marianne - Nicole Beharie
- Szilvás csirke: Mellékszereplő
- A szupervulkán: Mellékszereplő
- A tankhajó: Morgan - Jon Mack
- Testcsere: Mellékszereplő
- Bosszúállók: Mellékszereplő
- Búcsú a királynémtól: Mellékszereplő
- Kék szemű mészáros: Mellékszereplő
- Kvartett - A nagy négyes: Mellékszereplő
- Marsupilami nyomában: Clarisse - Aïssa Maïga
- 12 év rabszolgaság: Mellékszereplő
- Az angoltanárnő: Mellékszereplő
- Bűbáj és kéjelgés: Sonia, Tony barátnője - Alexandra Jiménez
- A Cate McCall-per: Fern - Michael Hyatt
- Hárommal több esküvő: Ruth anyja - Rossy de Palma
- A kolónia: Nara - Lisa Berry
- Mellékhatások: Emily ügyvédje - Sheila Tapia
- Mielőtt meghaltam: Mellékszereplő
- Modern Pygmalion: Mellékszereplő
- Tasmán ördögök: Alex - Danica McKellar
- "Csináld magad" szuperpasi: Jenks őrnagy - Ieva Lucs
- Annabelle: Evelyn - Alfre Woodard
- Annie: Mellékszereplő
- Get on Up - A James Brown sztori: Honey néni - Octavia Spencer
- Holtodiglan: Rendőrnő - Julia Prud'homme
- Jobb, ha hallgatsz: Ricky Ross bírónő - Jen Harper
- A kis Nicolas nyaral: Mellékszereplő
- A védelmező: Jenny - Anastasia Sanidopoulos Mousis

## Interjúk
- Makay Andrea a zene.hu-n